# 11-я бронетанковая дивизия (Великобритания)
11-я бронетанковая дивизия (англ. 11th Armoured Division) — тактическое соединение Британской армии, которое было создано в марте 1941 года во время Второй мировой войны. Дивизия была сформирована в ответ на неожиданный успех немецких танковых дивизий. 11-я бронетанковая дивизия была ответственна за несколько крупных побед в Нормандской операции летом 1944 года, вскоре после высадки 6 июня 1944 года, и участвовала в быстром продвижении через Францию, Бельгию и Нидерланды, а также позже форсировала Рейн в марте 1945 года, а затем вторглась в Германию. Она была расформирована в январе 1946 года и заново сформирована в конце 1950 года. В 1956 году она была преобразована в 4-ю пехотную дивизию.

## Формирование
Во время немецкого вторжения в Польшу в сентябре 1939 года и в ходе операций против западных союзников на Западном фронте в мае — июне 1940 года немецкие танковые формирования продемонстрировали, по мнению некоторых наблюдателей, существенное улучшение новой тактики, в результате чего войска союзников почувствовали необходимость рассмотреть эти события. Дальнейшее развитие Королевского бронетанкового корпуса было ответом Британской армии на немецкие тактические новации.
11-я бронетанковая дивизия была сформирована в марте 1941 года в Йоркшире под командованием генерал-майора Перси Хобарта. Ветеран Королевского танкового полка, он уже оказал сильное влияние на формирование 7-й бронетанковой дивизии, но его оригинальные и новаторские идеи привели к раннему уходу Хобарта из армии. Восстановленный на службе после катастрофы Французской кампании в мае — июне 1940 года, он в дальнейшем реализовал своё видение 11-й бронетанковой дивизии. Под его руководством подразделение приняло эмблему «Зарядный бык».
Первоначально состоявшая из 29-й и 30-й бронетанковых бригад вместе с 11-й группой поддержки, она была реорганизована в конце мая и начале июня 1942 года в стандартное для того времени подразделение бронетанковой дивизии, состоящее из одной бронетанковой бригады и пехотной бригады, а также поддерживающей единицы. В результате 11-я группа поддержки была расформирована, а 30-я бронетанковая бригада покинула дивизию и была заменена 159-й пехотной бригадой, переведённой из 53-й (Валлийской) пехотной дивизии. После этой реорганизации в течение следующих двух лет она проводила интенсивное обучение, постепенно получая новое, более современное вооружение и военную технику. В ноябре 1942 года, когда союзники вторглись во французскую Северную Африку в рамках операции «Факел», дивизией, которая тогда дислоцировалась в Шотландии, стал командовать генерал-майор Брокас Берроуз после того, как 57-летний Хобарт был сочтён слишком старым для ведения военных действий. Дивизия была подготовлена для вступления в 1-ю британскую полевую армию, которая вела ожесточённые бои в Тунисе, и должна была начать высадку, но в последний момент приказ был отменён, так как чувствовалось, что в сложной местности в этой стране требуется меньше брони и больше пехоты.
Обучение продолжалось в течение оставшейся части 1942 и 1943 годов до июля 1944 года, после того как союзники высадились в Нормандии, 11-й бронетанковой дивизией теперь командовал генерал-майор Филипп Робертс, который, хотя ему было всего 37 лет, был уже опытным и компетентным командиром бронетанковых войск. Участвовал в операциях Эпсом и «Гудвуд». Он также участвовал в наступлении на Амьен, самое быстрое и глубокое проникновение на территорию противника, когда-либо совершённое в то время. 4 сентября, через пять лет после начала войны, 11-я бронетанковая дивизия захватила бельгийский город Антверпен.
Вскоре после этого дивизия продвинулась в оккупированные немцами Нидерланды. В марте 1945 года она пересекла реку Рейн и 2 мая 1945 года захватила немецкий город Любек. Она заняла концентрационный лагерь Берген-Бельзен 15 апреля 1945 года. Когда военнослужащие дивизии вошли в лагерь, было обнаружено более 60 000 истощённых заключённых, остро нуждавшихся в медицинской помощи. Более 13 000 трупов на разных стадиях разложения разбросаны по всему лагерю. Подразделения дивизии были откомандированы для наблюдения за очисткой лагеря. С конца войны в Европе (8 мая 1945 года) 11-я бронетанковая дивизия контролировала провинцию Шлезвиг-Гольштейн, пока она не была расформирована вскоре после окончания войны в январе 1946 года.
11-я бронетанковая дивизия была реформирована осенью 1950 года, но затем была преобразована в 4-ю пехотную дивизию в 1956 году.

## Нормандия
Бо́льшая часть 11-й бронетанковой дивизии высадилась на Джуно-Бич 13 июня 1944 года (D+7), через семь дней после того, как 3-я канадская пехотная дивизия высадилась в день «Д». Она была задействована во всех основных операциях британской 2-й полевой армии, в том числе в операциях Эпсом, «Гудвуд» и «Блюкот», и Фалезской операции.

### Операция «Эпсом»
11-я бронетанковая дивизия, как часть 8-го армейского корпуса, была готова к действиям 26 июня 1944 года в рамках операции «Эпсом». Она вошла в шотландский «коридор», заранее открытый 15-й (Шотландской) пехотной дивизией. Несмотря на ошибки в навигации, которые затормозили 159-ю пехотную бригаду в Муане, 11-й дивизии удалось захватить мосты в Гренвиле и Кольвиле. Затем она продвинулась на юг к Холму 112 (возвышенность в Нормандии около деревни Барон) и преуспела в том, чтобы захватить и удерживать эту возвышенность против всё более интенсивных немецких контратак. Однако новая атака новых танковых дивизий СС превратила то, что было задумано как прорыв, в битву за позицию. 30 июня генерал-лейтенант сэр Майлз Дэмпси, командуя 2-й британской армией, опасаясь общего контрнаступления, приказал 11-й бронетанковой дивизии отступить с Холма 112. Операция «Эпсом» считалась неудачной, но она вынудила немецкую армию отказаться от наступательных планов. После окончания операции дивизия начала отдыхать, пополнять и ремонтировать боевую технику.

### Операция «Гудвуд»
Затем 11-я бронетанковая дивизия была перемещена на восток от Кана, чтобы возглавить операцию «Гудвуд». Ошибки планирования и исполнения в сочетании с сильной обороной вермахта привели к тактическому поражению британцев. «Гудвуд» была отменена 20 июля, а 11-я бронетанковая дивизия была выведена с линии фронта для отдыха и ремонта. Всего за два дня боёв она потеряла около 200 танков, что составляет более половины его состава. Последующая реорганизация привела к тому, что 23-й гусарский полк поглотил оставшийся 24-й уланский полк 8-й бронетанковой бригады.

### Операция «Блюкот»
11-я бронетанковая дивизия снова была направлена на запад, чтобы принять участие в операции «Блюкот». Начиная с 30 июля 1944 года она захватила Сен-Мартен-де-Безас. Дивизия обнаружила уцелевший мост на реке Сулевр, что позволило ей отбросить немцев назад. В результате ставшей знаменитой «атаки быка» дивизия 1 августа освободила Ле-Бени-Бокаж и быстро продвинулась на юг. Хотя в то время немецкая армия была сильно ослаблена, она сохраняла своё присутствие на фронте и опасную силу. С 5 августа 11-я бронетанковая дивизия действовала с Гвардейской бронетанковой дивизией и 15-й (шотландской) пехотной дивизией отбивая контратаку 9-й танковой дивизии СС «Гогенштауфен».
После замены 3-й пехотной дивизии 11-я бронетанковая была присоединена к 30-му армейскому корпусу. Она тяжело продвигалась на восток следом за немцами, которые отступали после провала контрудара у Мортена. Единственный мемориал павшим воинам дивизии находится в Пон-де-Вере — местоположении сражения 16 августа против немецкого арьергарда. 11-я бронетанковая дивизия захватила Флер 17 августа, а затем двинулась в сторону Путанжа. С 19 августа она оттеснила немцев к северу от Аржантана, захватила в плен командира немецкой 276-й пехотной дивизии и более 900 человек других пленных.
После того, как битва за фалезскую брешь была закончена, 11-я бронетанковая дивизия освободила Л’Эгль 23 августа и пересекла Сену 28 августа.

## Бельгия и Нидерланды
После ночного наступления и беспрецедентного продвижения на 60 миль за один день дивизия освободила Амьен 1 сентября. В тот же день его отбил генерал Генрих Эбербах, командующий 7-й полевой армией вермахта. Продвигаясь к Лансу, затем к Турне, дивизия затем была направлена на взятие Антверпена, который она освободила 4 сентября. Два дня спустя она попыталась установить плацдарм над Альберт-каналом, но эта попытка из-за интенсивного огня противника не увенчалась успехом. После этой неудачи 11-й бронетанковой дивизии пришлось переправиться гораздо дальше на восток, в Беринген. Затем она двинулась к Хелхтерену, Перу, Бре, а также расчистила территорию между Альберт-каналом и Маасом до 12 сентября. Затем дивизия отдыхала в течение недели.

### Голландская операция
11-я бронетанковая дивизия не была непосредственно связана с Голландской операцией. Вместо этого ей было поручено обеспечить безопасность правого фланга операции. Находясь в подчинении 8-го армейского корпуса, она начала движение 18 сентября 1944. Продвигаясь двумя колоннами, она сумела соединиться с 101-й воздушно-десантной дивизией США в голландском городе Нейнен, а 22 сентября её понтонёры установили мост через канал Зейд-Виллемсварт. Затем дивизия смогла сделать окружающее движение вокруг Хелмонда, заставив немцев отступить 25 сентября.
В начале октября дивизия была занята зачисткой очагов немецкого сопротивления, оставшихся к западу от реки Маас. Операция многообещающе развивалась с 159-й пехотной бригадой, сражаясь по пути через канал Дюрне. Наступление было быстро остановлено упорным сопротивлением немцев. Дальнейшая задержка была вызвана растущим оскудением снабжения и началом контрнаступления противника на юге страны. Влияние на ход боёв оказала также искусная немецкая оборона, которая отложила зачистку Мааса на несколько недель. В этот период дивизия вступила в контакт с войсками из США, и дивизионный знак получил название «Зыбкий бизон». 16 октября сержант Эрдли из 4-го батальона Королевского шропширского лёгкого пехотного полка (из 159-й бригады) был награждён Крестом Виктории за храбрость.
Подготовка к новой попытке пересечения границы Германии была отложена до второй половины ноября. 22-го числа 159-й бригаде удалось переправиться и захватить деревню Америка. Она продвинулась до Хорста, прежде чем его сменили подразделения 15-й (Шотландской) дивизии. 30 ноября она атаковала крепость Брукхейзен, которую защищали немецкие парашютисты. Противник нанёс тяжёлые потери, прежде чем капитулировать 5 декабря. Западный берег реки Маас также был очищен.

## От Арденн до Рейна
В начале декабря 1944 года части 11-й бронетанковой дивизии были размещены в резерве в районе Ипра. Пехота должна была извлечь выгоду из более длительного отдыха, в то время как танковые экипажи должны были получить новые танки «Комета» — машину, вооружённую мощной 77-мм пушкой, которая была способна вступать в бой с немецкими танками на бо́льшем расстоянии.
Начало Арденнского наступления вермахта повлияло на британские планы. Будучи одним из немногих соединений в резерве, 11-я бронетанковая дивизия была срочно отозвана в действующую армию со своими старыми танками и направлена на удержание оборонительной линии вдоль Мааса, между Намюром и Живе. 24 декабря её передовые позиции обнаружили и уничтожили несколько танков 2-й танковой дивизии вермахта к востоку от Динана. Начиная с 26 декабря немцы начали отступление, и 11-я бронетанковая дивизия была заменена 6-й британской воздушно-десантной дивизией, отодвинув противника за пределы Селя. Только 29-я бронетанковая бригада была оставлена в поддержку воздушно-десантных войск. 29-я бригада заставила немцев вернуться в Ла-Бур и Ваврейль между 3 и 7 января. С 9 числа она наконец достигла Грюпона, прежде чем быть окончательно направленной на следующий день в Ипр для отдыха, ремонта и учебных мероприятий.

## Нижний Рейн
17 февраля 1945 года 159-я пехотная бригада была отозвана на фронт, чтобы добавить весу в усилении 30-го армейского корпуса, сражающегося в операции «Истина» (район Нижнего Рейна). Бои продолжались дольше и были труднее, чем ожидалось, и, несмотря на довольно ограниченное участие, бригада имела самые высокие показатели истощения из всех задействованных британских и канадских подразделений. В то же время 4-я бронетанковая бригада под командованием бригадира Майкла Карвера временно перешла под командование дивизии и ушла 8 марта.
Позднее пехота 11-й бронетанковой получила приказ захватить Гохфорцберг к югу от Удема, затем прорвать линию Шлиффена и захватить Зонсбек, чтобы поддержать 2-й канадский армейский корпус, который продвигался к Хохвальду с севера (операция «Блокбастер»). Наступление бригады началось 26 февраля. в сложных условиях Гохфорцберг был захвачен 28 февраля, Зонсбек — 3 марта.

## Германия
11-я бронетанковая дивизия находилась в резерве до 28 марта 1945 года, когда она пересекла Рейн у Везеля, направляясь к реке Везер. Несмотря на отдельные очаги сопротивления, она достигла Гешера вечером 30 марта. В течение следующих нескольких недель дивизия тесно сотрудничала с британской 6-й воздушно-десантной дивизией, которой командовал генерал-лейтенант Эвелин Баркер из 8-го армейского корпуса. 3-й королевский танковый полк прибыл на реку Эмс в Эмсдеттене; затем они достигли канала Дортмунд-Эмс на следующий день.
Переправившись через канал 1 апреля, 11-я бронетанковая дивизия подошла к Иббенбюрену и вступила в ожесточённый бой на высотах Тевтобургского вала. Деревни Брохтербек и Текленбург были захвачены, хотя и дорогой ценой. Дальше на восток лесистые холмы защищали роты унтер-офицеров, которые яростно контратаковали 3-й батальон Монмутширского полка. Вмешательство 2-го батальона Девонширского полка 131-й пехотной бригады 7-й бронетанковой дивизии позволило в дальнейшем преодолеть их сопротивление, но батальон, уже ослабленный в ходе предыдущих кампаний, был заменён 1-м батальоном Чеширского полка и переведён в 115-ю отдельную пехотную бригаду. На протяжении всей кампании батальон потерял более 1100 человек, в том числе 267 убитых. Именно во время этого сражения дивизия также была награждена своим вторым Крестом Виктории войны, принадлежащим капралу Эдварду Томасу Чепмену из 2-го монмутского полка.
Дивизионные части продолжали двигаться в направлении Оснабрюкского канала. После пересечения через захваченный мост он двинулся в сторону Везера, достигнутой ведущими элементами около Штольценау 5 апреля. Неделю спустя 11-я бронетанковая дивизия освободила концентрационный лагерь Берген-Бельзен. Местное соглашение с немецким командованием позволило объявить окрестности лагеря открытой территорией, и боевые действия переместились на северо-восток. Дивизия вышла на реку Эльба близ Люнебурга 18 апреля.

### Последняя атака
30 апреля 1945 года 11-я бронетанковая дивизия начала свою последнюю атаку. Она пересекла Эльбу у Артленбурга, затем после небольшого сопротивления заняла Любек 2 мая и Нойштадт 3 мая (Кап Аркона). Она закончила войну, прочёсывая окружающую эти города сельскую местность, собрав 80 000 пленных, в том числе 27 генералов. После капитуляции Нацистской Германии 11-я бронетанковая дивизия была использована в качестве оккупационных войск в районе Шлезвиг-Гольштейна. 23 мая подразделения дивизии были задействованы в захвате членов правительства Дёница во Фленсбурге.
11-я бронетанковая дивизия была расформирована вскоре после окончания войны в конце января 1946 года. Во время кампании в Северо-Западной Европе, с июня 1944 года по май 1945 года, дивизия потеряла почти 2000 офицеров и солдат убитыми в бою и более 8000 ранеными или пропавшими без вести в бою. Её потери в танках составляли 300 %.
По словам генерала сэра Майлза Кристофера Демпси, на протяжении всей северо-западной европейской кампании 11-я бронетанковая дивизия
проявила себя исключительно хорошая дивизия. Я никогда не встречал никого лучше. Даже после того, как они понесли значительные потери [10 000 потерь, включая 2000 убитых] — а 11-я бронетанковая дивизия имела более тяжёлые потери чем в любой другой дивизии во 2-й полевой армии — всегда было здоровое и хорошо подготовленное ядро, чтобы отступить. Дивизия была полна этого бесценного актива — уверенности в себе.

## Состав
11-я бронетанковая дивизия в годы ВМВ имела следующий состав:
29-я бронетанковая бригада (29th Armoured Brigade)
- 24-й уланский полк (до 6 февраля 1944 года) (24th Lancers (left 6 February 1944))
- 23-й гусарский полк (23rd Hussars)
- 2-й файфский и форфарский йоменский полк (с 7 июня 1941 года) (2nd Fife and Forfar Yeomanry (from 7 June 1941))
- 3-й королевский танковый полк (с 6 февраля 1944 года) (3rd Royal Tank Regiment (from 6 February 1944))
- 8-й батальон Стрелковой бригады (собственный принца-консорта) (8th Battalion, Rifle Brigade (Prince Consort’s Own))

30-я бронетанковая бригада (до 20 апреля 1942 года) (30th Armoured Brigade (left 20 April 1942))
- 22-й драгунский полк (22nd Dragoons)
- Уэстминстерский драгунский полк (Westminster Dragoons)
- 1-й лотианский и пограничный конный полк (1st Lothians and Border Horse)
- 2-й батальон Её Величества уэстминстерского полка (переименован 25 марта 1941 года) (2nd Battalion, Queen’s Westminsters (renamed 25 March 1941))
- 12-й (Её Величества уэстминстерский) батальон, Его Величества королевского стрелкового корпуса (с 25 марта 1941 года) (12th (Queen’s Westminsters) Battalion, King’s Royal Rifle Corps (from 25 March 1941))

11-я группа поддержки (расформирована 1 июня 1942 года) (11th Support Group (disbanded 1 June 1942))
- 13-й полк Королевской конной артиллерии (почётная артиллерийская рота) (с 31 мая 1942 года) (13th Regiment, Royal Horse Artillery (Honourable Artillery Company) (to Divisional Troops on 31 May 1942))
- 75-й противотанковый полк Королевской артиллерии (с 31 мая 1942 года) (75th Anti-Tank Regiment, Royal Artillery (to Divisional Troops on 31 May 1942))
- 58-й (аргайл-сатерлендский хайлендский) лёгкий зенитный полк Королевской артиллерии (с 7 мая 1941 года по 31 мая 1942 года) (58th (Argyll and Sutherland Highlanders) Light Anti-Aircraft Regiment, Royal Artillery (from 7 May 1941, to Divisional Troops on 31 May 1942))
- 8-й батальон Королевского ольстерского стрелкового полка (до 8 мая 1941 года) (8th Battalion, Royal Ulster Rifles (left 8 May 1941))
- 12-й батальон Гринговардского полка (с 9 мая 1941 года до 8 мая 1942 года) (12th Battalion, Green Howards (from 9 May 1941, left 8 May 1942))

159-я пехотная бригада (с 1 июня 1942 года) (159th Infantry Brigade (from 1 June 1942))
- 4-й батальон Его Величества шропширского лёгкого пехотного полка (4th Battalion, King’s Shropshire Light Infantry)
- 3-й батальон Монмутширского полка (покинул 3 апреля 1945 года) (3rd Battalion, Monmouthshire Regiment (left 3 April 1945))
- 1-й батальон Херефордширского полка (1st Battalion, Herefordshire Regiment)
- 1-й батальон Чеширского полка (с 6 апреля 1945 года) (1st Battalion, Cheshire Regiment (from 6 April 1945))

Части дивизионного подчинения (Divisional troops)
- 2-я отдельная пулемётная рота (с 16 марта 1944 года) (2nd Independent Machine Gun Company (Machine Gun Company, from 16 March 1944))
- 27-й уланский полк (разведывательный полк, с 10 марта 1941 года, ушёл 25 марта 1943 года) (27th Lancers (Reconnaissance Regiment, from 10 March 1941, left 25 March 1943))
- 2-й нортгемптонширский йоменский полк (разведывательный полк, с 25 марта 1943 года, расформирован 17 августа 1944 года) (2nd Northamptonshire Yeomanry (Reconnaissance Regiment, from 25 March 1943, disbanded 17 August 1944))
- 15-й/19-й Его Величества королевский гусарский полк (разведывательный полк, с 17 августа 1944 года) (15th/19th The King’s Royal Hussars (Reconnaissance Regiment, from 17 August 1944))
- 13-й полк Королевской конной артиллерии (почётная артиллерийская рота) (с 1 июня 1942 года) (13th Regiment, Royal Horse Artillery (Honourable Artillery Company) (from 1 June 1942))
- 151-й (айрширский йоменский) артиллерийский полк Королевской артиллерии (151st (Ayrshire Yeomanry) Field Regiment, Royal Artillery)
- 75-й противотанковый полк Королевской артиллерии (с 1 июня 1942 года, покинул 2 июня 1945 года) (75th Anti-Tank Regiment, Royal Artillery (from 1 June 1942, left 2 June 1945))
- 65-й (норфолкский йоменский) противотанковый полк Королевской артиллерии (с 2 июня 1945 года) (65th (Norfolk Yeomanry) Anti-Tank Regiment, Royal Artillery (from 2 June 1945))
- 58-й (аргил-сатерлендский хайлендерский) лёгкий зенитный полк Королевской артиллерии (с 1 июня 1942 года) (58th (Argyll and Sutherland Highlanders) Light Anti-Aircraft Regiment, Royal Artillery (from 1 June 1942))
- 12-я полевой эскадрон Королевских инженеров (с 16 марта 1941 года, покинул 1 января 1943 года) (12th Field Squadron, Royal Engineers (from 16 March 1941, left 1 January 1943))
- 13-я полевой эскадрон Королевских инженеров (с 16 марта 1941 года) (13th Field Squadron, Royal Engineers (from 16 March 1941))
- 612-я полевой эскадрон Королевских инженеров (с 1 января 1943 года) (612th Field Squadron, Royal Engineers (from 1 January 1943))
- 147-я полевой парковый эскадрон Королевских инженеров (с 16 марта 1941 года) (147th Field Park Squadron, Royal Engineers (from 16 March 1941))
- 10-й взвод мостоукладчиков Королевских инженеров (с 1 октября 1943 года) (10th Bridging Platoon, Royal Engineers (from 1 October 1943))
- Полк связи Королевского корпуса связи (11th Armoured Divisional Signals Regiment, Royal Corps of Signals)
- Дивизионное управление Королевского армейского корпуса тылового обеспечения (Headquarters, 11th Armoured Divisional Royal Army Service Corps)[23]
  - 171-я рота бронетанковой бригады Королевского армейского корпуса тылового обеспечения (171st Armoured Brigade Company, Royal Army Service Corps)
  - 174-я рота пехотной бригады Королевского армейского корпуса тылового обеспечения (174th Infantry Brigade Company, Royal Army Service Corps)
  - 173-я дивизионная рота Королевского армейского корпуса тылового обеспечения (173rd Divisional Troops Company, Royal Army Service Corps)
  - 287-я транспортная рота Королевского армейского корпуса тылового обеспечения (287th General Transport Company, Royal Army Service Corps)
- Дивизионное управление Королевского армейского медицинского корпуса (Headquarters, 11th Armoured Divisional Royal Army Medical Corps)[23]
  - 18-я лёгкая полевая скорая помощь Королевского армейского медицинского корпуса (18th Light Field Ambulance, Royal Army Medical Corps)
  - 179-я лёгкая полевая скорая помощь Королевского армейского медицинского корпуса (179th Light Field Ambulance, Royal Army Medical Corps)
  - 7-й полевой перевязочный пункт Королевского армейского медицинского корпуса (7th Field Dressing Station, Royal Army Medical Corps)
  - 76-я полевая гигиеническая секция Королевского армейского медицинского корпуса (76th Field Hygiene Section, Royal Army Medical Corps)
- Дивизионное управление Королевских инженеров-электриков и механиков (Headquarters, 11th Armoured Divisional Royal Electrical & Mechanical Engineers)[23]
  - Мастерская 29-й бронетанковой бригады Королевских инженеров-электриков и механиков (29th Armoured Brigade Workshops, Royal Electrical & Mechanical Engineers)
  - Мастерская 159-й пехотной бригады Королевских инженеров-электриков и механиков  (159th Infantry Brigade Workshops, Royal Electrical & Mechanical Engineers)
- Дивизионный артиллерийско-технический парк Королевского артиллерийско-технического корпуса (11th Armoured Divisional Ordnance Field Park, Royal Army Ordnance Corps)[23]
- Полевая почта Королевских инженеров (11th Armoured Divisional Postal Unit, Royal Engineers)[23]
- Рота Корпуса военной полиции (11th Armoured Divisional Provost Company, Corps of Military Police)[23]

В большинстве операций 11-й бронетанковой дивизии с ней совместно действовал бронеавтомобильный эскадрон Инсофкортского полка (Inns of Court Regiment).